# Robert de France (1296-1308)
Pour les articles homonymes, voir Robert de France.
Robert (1296-1308) est le quatrième fils et septième enfant du roi Philippe IV le Bel et est le frère de trois rois : Louis X, Philippe V et Charles IV.
Il est un des derniers capétiens directs.